# سانی ایرویز
سانی ایرویز (به انگلیسی: Sunny Airways) یک شرکت هواپیمایی است که در تاریخ ۲۰۱۰ میلادی تأسیس شده و در تاریخ ۱ سپتامبر ۲۰۱۱ فعالیتش را آغاز کرده‌است. دفتر مرکزی سانی ایرویز در بانکوک، تایلند واقع شده‌است و قطب این شرکت هواپیمایی در فرودگاه بین‌المللی سووارنابومی قرار دارد و به ۲ مقصد، پرواز مستقیم انجام می‌دهد.